# Allodia bohemica
Allodia bohemica är en tvåvingeart som beskrevs av Sevcik 2004. Allodia bohemica ingår i släktet Allodia och familjen svampmyggor.
Artens utbredningsområde är Tjeckien. Inga underarter finns listade i Catalogue of Life.